# Filippo Pascucci
Filippo Pascucci, també anemenat Felipe Pascucci, (24 de juny de 1907 - 18 de desembre de 1966) fou un entrenador de futbol italià que va dirigir la selecció argentina a la Copa del Món de futbol 1934.

## Selecció de l'Argentina
Va formar part de l'equip argentí a la Copa del Món de 1934 com a entrenador.